# 홍매
홍매(洪邁, 1123년 포양현 ∼ 1202년 항저우)는 중국의 유학자이자 저자이다. 자는 경로, 호는 용재이며, 시호는 문민공으로 파양 사람이다.

## 생애
홍매가 태어나고 3년 후, 송나라는 금나라가 남침해 수도인 개봉을 점령당하고 황제인 휘종과 흠종을 포로로 잡아가는 ‘정강의 난’을 겪게 된다. 난을 피해 남쪽으로 도망한 흠종의 동생 고종이 지금의 항저우인 임안을 새로운 수도로 정하고 남송을 재건했다. 광활한 북쪽 영토를 이민족에게 빼앗기고, 그들에게 신하로서의 예의를 지키며 조공을 바치는 굴욕적 조약에 의해 구차한 평화를 유지하는 데 급급했던 나약한 왕조가 바로 남송이었다. ≪용재수필≫에는 이러한 시대에 대한 개탄과 현실 정치에 대한 비판이 글 곳곳에서 표출되고 있다. 홍매의 부친과 형들은 모두 명성 있는 학자이자 관료였다. 부친인 홍호는 금나라에 사신으로 가서 15년간 억류되었다가 천신만고 끝에 송나라로 돌아왔다. 당시 황제였던 고종은 홍호에 대해 “소무라도 이보다 더할 수는 없을 것”이라며 가상히 여겼다. 홍매는 3형제 중 막내였는데 형들 또한 학문적으로 상당한 성취를 이루었고 저작을 남겼다. 이러한 가풍 속에서 성장한 홍매는 자연스럽게 사대부로서의 처세와 학문의 자세를 익힐 수 있었다. 홍씨 가문의 3형제는 당시 “3홍의 문명이 천하에 가득하다”고 할 정도로 손꼽히던 수재들이었다. 홍매의 관직 생활은 비교적 평탄한 편이었다. 20대 초반이었던 고종 소흥 15년 박학굉사과에 급제한 후 천주, 길주, 공주, 건녕, 무주, 진강, 소흥 등에서 지방관을 지내면서 교육, 수리 사업에 힘쓰는 등 실무 경험을 쌓았다. 중앙에 있는 기간에는 기거사인, 중서사인 겸 시독, 직학사원, 한림학사 등의 관직을 거쳐 단명전학사로 관직 생활을 마감했다. 홍매는 방대한 서적을 섭렵한 학식을 바탕으로 다양한 저술을 남겼다.

## 저작

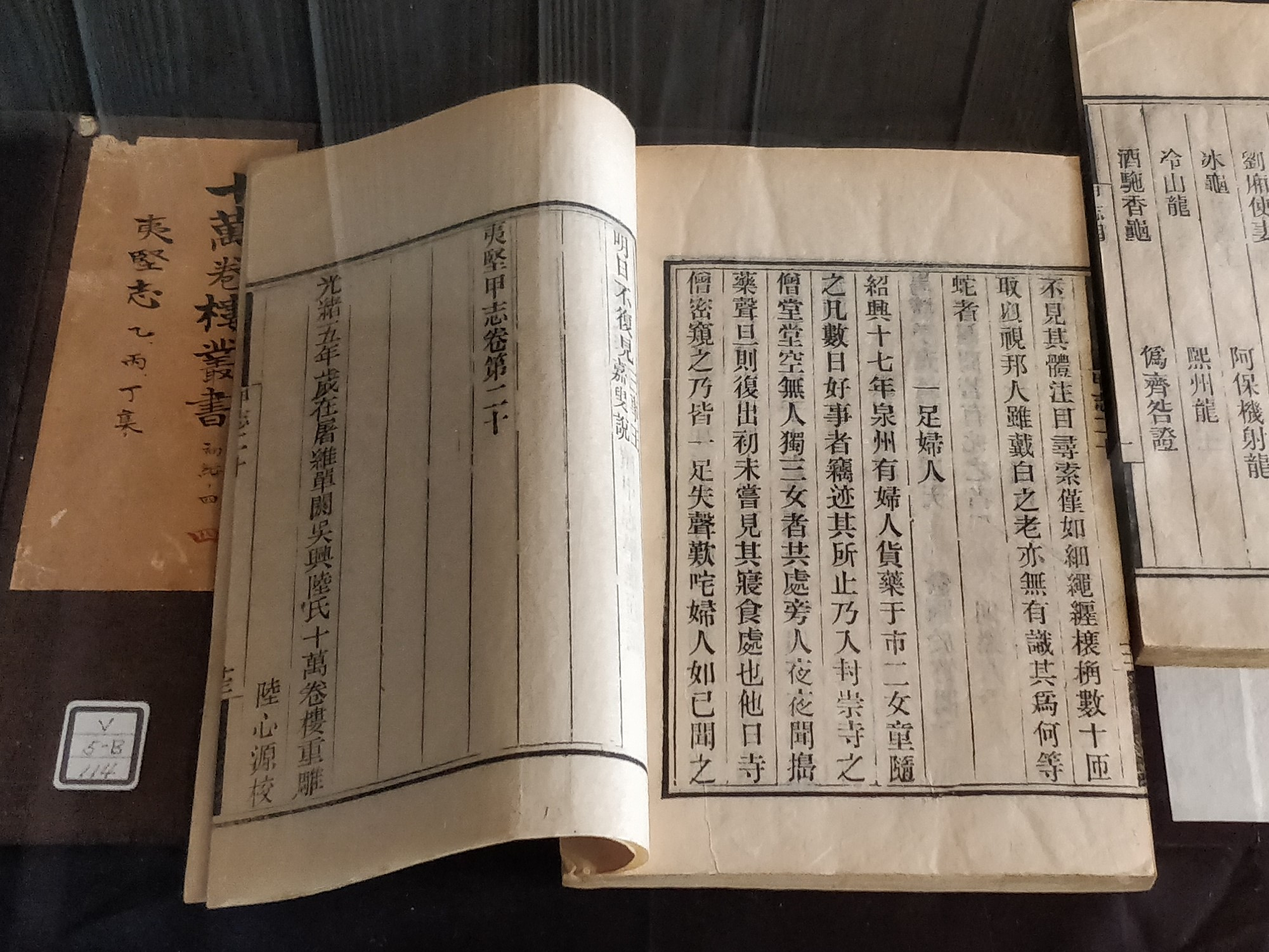
이견지(夷堅志). 도쿄 도요문고의 컬렉션

저작으로는 기이한 이야기 모음인 ≪이견지≫, 당시 선집인 ≪만수당인절구≫, 독서 필기인 ≪용재수필≫, 문집으로 ≪야처유고≫가 있다. 홍매는 특히 30여 년 동안 사관으로 지내면서 북송 신종, 철종, 휘종, 흠종 4대 왕조의 역사인 ≪사조국사≫와 ≪흠종실록≫, ≪철종보훈≫을 집필했다. 홍매의 경전과 역사, 문학 어느 한 방면에 국한되지 않는 해박한 지식과 탁견은 40여 년의 시간에 걸쳐 집필된 ≪용재수필≫에 잘 드러나 있다.